# Cerianthula atlantica
Cerianthula atlantica är en korallart som beskrevs av Oscar Henrik Carlgren 1931. Cerianthula atlantica ingår i släktet Cerianthula och familjen Botrucnidiferidae. Inga underarter finns listade i Catalogue of Life.